# 1956 Artek
1956 Artek è un asteroide della fascia principale. Scoperto nel 1969, presenta un'orbita caratterizzata da un semiasse maggiore pari a 3,2031892 UA e da un'eccentricità di 0,1021549, inclinata di 1,49275° rispetto all'eclittica.
L'asteroide è dedicato all'omonimo campo pioneristico in Crimea.